# Pieczyska
Pieczyska [pronunciación en polaco: /pjɛˈt͡ʂɨska/] Es un pueblo en el distrito administrativo de Gmina Brzeziny, dentro del Distrito de Kalisz, Voivodato de Gran Polonia, en el centro-oeste de Polonia. Se encuentra aproximadamente 2 kilómetros al sur de Brzeziny, 25 kilómetros al sureste de Kalisz, y 131 kilómetros al sureste de la capital regional, Poznań.